# 청호나이스
청호나이스는 정수기, 공기청정기, 비데, 연수기 등의 환경 건강 가전 제품을 전문으로 판매하는 대한민국의 기업이다.

## 연혁
- 1993년 5월: 주식회사 청호인터내셔날 설립
- 1993년 7월: 주식회사 청호정밀 법인 설립
- 1994년 9월: 주식회사 청호나이스 법인 설립 - A/S 및 용역 전문회사
- 1994년 11월: 제2공장(냉, 온정수기)가동
- 1994년 11월: 환경기술연구소 기업부설 연구소 인가 (한국산업기술진흥협회, 과학기술처)
- 1995년: 세계 최초의 열전소자 반도체 냉각방식을 적용한 초저소음의 냉정수기 'CH-TEC' 출시
- 1995년 4월: 주식회사 청호물산 법인설립
- 1995년 8월: 청호정밀 플랜트사업부 신설
- 2004년: 세계 최초 얼음정수기 '아이스콤보' 출시
- 2006년 5월: 이과수(IGUASSU) 브랜드 론칭
- 2006년 12월: 중국 미디어 그룹(zh:中央廣播電視總台, CMG)과 합자법인 설립
- 2007년 11월: 주식회사 CE 출범
- 2008년 5월: 청호그룹 창립 15주년
- 2011년: 세계최초의 카운터탑형 얼음정수기 '이과수 미니' 출시
- 2013년: 청호그룹 창립 20주년
- 2014년: 세계 최초 커피 정수기 '휘카페' 출시
- 2021년: SBS라디오 물은 생명이다 캠페인 협업 진행

## 계열사 및 관계사
- 마이크로필터 - 수처리용 필터제조 전문회사
- (주)MCM - 부품소재 전문회사
- 미디아청호정수설비제조유한공사 - 중국 정수기 합자사
- 마이크로미디어필터제조유한공사 - 중국 정수기용 필터 합자사

## 같이 보기
- 코웨이